# Quint
Pour les articles homonymes, voir Quint (homonymie).
Le droit du quint est, au Moyen Âge et sous l'Ancien Régime, un impôt seigneurial sur la vente des fiefs nobles. Dans le royaume de Navarre il désigne également un impôt portant sur les troupeaux transhumants.
Il représente le cinquième du prix de vente, auquel s'ajoute très souvent le requint qui vaut le cinquième du quint.